# Покровка (Гатчинський район)
Покровка (рос. Покровка) — присілок у Гатчинському районі Ленінградської області Російської Федерації.
Населення становить 186 осіб. Належить до муніципального утворення Кобринське сільське поселення.

## Географія
Населений пункт розташований на південній околиці міста Санкт-Петербурга.

## Історія
Згідно із законом від 16 грудня 2004 року № 113—оз належить до муніципального утворення Кобринське сільське поселення.

## Населення
| 1838 | 1862 | 1928 | 1958 | 1997 | 2002 | 2007 |
| ---- | ---- | ---- | ---- | ---- | ---- | ---- |
| 90   | ↗95  | ↗274 | ↗429 | ↘178 | ↗179 | ↘161 |
| 2010 | 2014 | 2017 |      |      |      |      |
| ↗178 | ↘175 | ↗186 |      |      |      |      |